# Samis
Pour les articles ayant des titres homophones, voir Sami, Samie et Sammy.
Les Samis, ou Sames, sont un peuple autochtone d'une zone qui couvre le nord de la Suède, de la Norvège et de la Finlande ainsi que la péninsule de Kola en Russie connue sous le nom de Laponie. Leur endonyme, Saami dans leur propre langue, est également parfois écrit « Sámi », « Sames », « Samés » ou encore « Sâmes ». Les Samis parlent des langues sames.
Ce peuple est souvent nommé « Lapons », mais ce terme est non seulement un terme étranger, mais aussi originellement péjoratif, issu de la racine lapp, qui signifie « porteur de haillons » en suédois. De même, ils appellent leurs terres ancestrales Sápmi et non Laponie.
Les activités traditionnelles des Samis étaient autrefois la pêche et l'élevage de rennes, mais aujourd'hui seule une minorité des 85 000 Sames en vit encore.

## Évolution de la zone de peuplement

### Notion de territoire
Pour les Samis, le territoire n'a pas exactement le même sens que dans la pensée européenne courante. Les Samis ne s'intéressent pas aux cartes géographiques car ils estiment qu'un territoire n'est pas simplement l'objectivation d'une aire, codifiable et communicable à volonté. Ils considèrent que le territoire ne peut être appréhendé qu'en étant vécu de l'intérieur. Ainsi, chaque repère géographique, comme une rivière par exemple, n'a du sens qu'à travers les activités et les souvenirs qui y sont associés, ce qui explique que chaque élément naturel ait son propre chant joik. Le joik est une manière de rendre présent le lieu évoqué, d'invoquer la perception d'un ailleurs.

### Répartition géographique
La répartition géographique des Sames a évolué au cours du temps. Les populations sames habitaient très probablement[Quand ?] dans la zone de l'Oural,, l'origine des langues finno-ougriennes dont le sames fait partie ; la présence d'ADN Nganasan à hauteur de plus ou moins 25 % et de l'haplogroupe du chromosome Y N1, clairement sibérien, confirme cette théorie. À partir de l'âge du bronze, les Sames occupaient la région qui va des côtes du Finnmark à la péninsule de Kola. C'est de la même époque qu'est datée l'arrivée de génome sibérien en Estonie et en Finlande, ce qui correspond probablement à l'introduction des langues finno-ougriennes dans la région,.
Au début de l'ère commune, les Samis descendent vers le sud de la péninsule scandinave, jusqu'à la région de Vilhemina en Suède et le nord du Trøndelag en Norvège. Dans le golfe de Finlande des lieux-dits tels que Lapinlahti et Lappviker portent la marque de peuplement sami. La progression vers le sud se poursuit, et le poète et auteur islandais médiéval Snorre Sturlasson parle de Samis installés dans le Hadeland et dans le Dovre.
Aux XVIe et XVIIe siècles, des Sames vivent à Alen, Tonset et Finnliene, ainsi que dans les régions proches du lac Saimaa et du lac Ladoga, dans la province de Savo et à Suomussalmi.

### Études génétiques
Des études récentes plus précises utilisant 109 635 polymorphes nucléotidiques confirment une contribution génétique significative d'une moyenne de 6 % provenant de l'Asie de l'Est chez les Samis. Bien que la part réduite des haplotypes asiatiques indique que cet événement a eu lieu il y a très longtemps, il a été possible d'établir que cette signature génétique est très similaire à celle de l'ethnie turcophone des Iakoutes, vivant en Sibérie orientale,.
Ces études permettent également d'améliorer la compréhension sur l'origine des Samis (en). Les chercheurs avancent une date de 4 000 ans pour l'arrivée de l'ascendance sibérienne dans la région. Les résultats suggèrent néanmoins plusieurs vagues de migrations successives issues de Sibérie. D'après les individus étudiés, il semblerait qu'à l'Âge du fer, les populations du centre de la Finlande étaient plus proches des Sames actuels que des Finlandais. Ces résultats suggèrent que la population same s'étendait dans le passé sur une plus grande région vers le sud.

## Histoire

### Préhistoire
Les premières traces humaines des régions septentrionales de la Fennoscandie remontent à 11 000 av. J.-C. environ. Personne ne peut affirmer que ces premiers habitants étaient identiques aux Samis d'aujourd'hui mais, dans le sillage de la thèse dont l'écrivain et philosophe suédois Erik Gustaf Geijer, au début du XIXe siècle, était l'un des partisans, certains historiens conviennent que la culture same descend de celle de ces premiers habitants et qu'elle s'est enrichie, au fil du temps, de contacts avec plusieurs autres cultures. Cependant, de récentes études génétiques montrent que l'arrivée des Samis en Fennoscandie date de l'âge du Bronze,. D'autres études laissent penser que les habitants de la Finlande d'avant cette migration étaient liés à la culture de la céramique cordée, qui couvrait un vaste espace allant de l'Allemagne à la moyenne Volga, culture dans laquelle on s'accorde à reconnaître des Indo-Européens déjà dialectalisés (les deux autres foyers étant, aux âges des Métaux, le "complexe balkano-danubien" et l'horizon culturel Yamna). Les populations locales étaient génétiquement très proches des Indo-Européens de Yamna (qui ne représentent que des Indo-Européens déjà dialectaux). Les rapports des premiers Indo-Européens et des proto-Ouraliens sont beaucoup plus anciens. Les migrations indo-européennes résultent de mouvements débutés au Mésolithique, mettant en jeu des populations de chasseurs-cueilleurs et pêcheurs européens du Nord et, plus récemment, d'agriculteurs du néolithique (l'agriculture apparaîtra en Finlande avec les Indo-Européens protohistoriques). Les proto-Sames peuvent résulter de l'acculturation linguistique d'un peuple est-sibérien au profit de l'ouralien.
Les Sames de Kjelmøya, île proche de Kirkenes fouillée au début du XXe siècle, vivaient, autour de 300-400, de manière semi-nomade: chasse dans les terres l'hiver, pêche dans les fjords l'été, c'est-à-dire une inversion par rapport au rythme de l'âge de la pierre local, tandis que les méthodes d'ensevelissement et les outils retrouvés leur correspondent.

### Moyen Âge
Leur mode de vie partiellement nomade laisse peu de traces archéologiques mais quelques villages de chasseurs-pêcheurs sont découverts sur les côtes suédoises, remontant pour les plus anciens au début du VIe siècle. D'après les objets identifiés, les croyances reposaient sur une vision animiste du monde, considérant la nature comme source de toute vie. Ils recouraient à des pratiques chamaniques ainsi qu'à des sacrifices lors de leurs rituels. Avec le développement de l'économie rurale dans les autres régions de la Scandinavie, les populations du sud remontent et intègrent les sames à leur réseau commercial.
Ils entretiennent des relations commerciales et politiques avec les vikings, notamment dans le nord de la Norvège. Les récits d'Ottar du Hålogaland témoignent de la nature de certains échanges. Ils lui versent un tribut sous forme de fourrures, d'ivoire de morse. Le rôle des Samis, dans le commerce viking, n'est donc pas négligeable,.
Au IXe siècle les Vikings ont commencé à se déplacer vers la Laponie et à lever des impôts en nature (peaux de bêtes) chez les Sâmis.
En 1542, le roi suédois Gustave Ier Vasa décida que toutes les terres au nord de son royaume, selon lui inhabitées, appartenaient à la couronne suédoise.

### XVIIesiècleetXVIIIesiècle
En 1636 l'exploitation minière de la Laponie, par la Suède, commence. Des Samis étaient forcés de transporter le minerai extrait sur leur traîneaux, dans des conditions cauchemardesques. Cela a provoqué l'exode d'une partie de la population vers la Norvège.
Puis en 1673, le roi de Suède encourage ses sujets à coloniser les régions du nord.

#### L'évangélisation des Samis
Les premières églises furent construites sur les terres samies vers 1100. Mais l’œuvre de conversion ne s'intensifia qu'à partir du XVIIe siècle. On imprima à Stockholm, pour la première fois en 1619, sous le règne du roi Gustave Adolphe, des livres en same: le catéchisme, les principales prières de l'église luthérienne, les Psaumes de David, les Évangiles, les Proverbes de Salomon. Ces livres furent traduits de suédois en same et la comparaison des éditions, dans chaque langue, fournit de précieuses informations sur chacune d'entre elles.
En Norvège, qui était alors unie au Danemark, l'évangélisation fut dynamisée par Thomas von Westen, qui devint en 1714 le principal responsable du Collège des Missions, à Copenhague.
Le Mémorial de Steilneset (2011) commémore la mort de plus de 150 Samis exécutés à partir de 1621 pour sorcellerie.

### XIXesiècleetXXesiècle

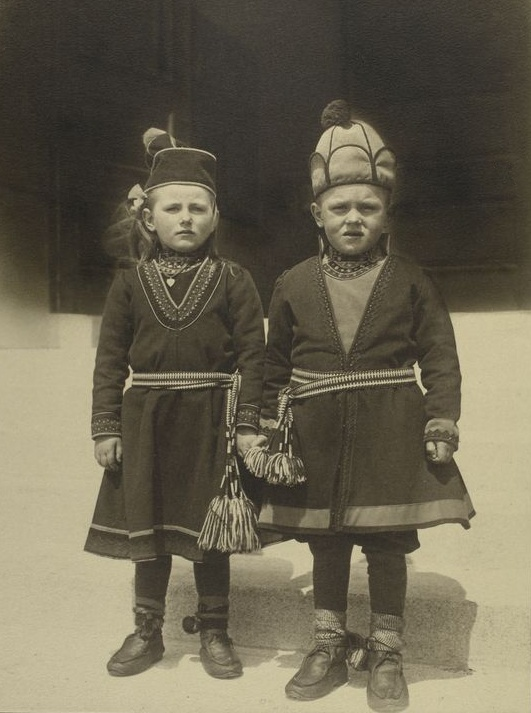
Enfants immigrants de Suède aux États-Unis XXe siècle.

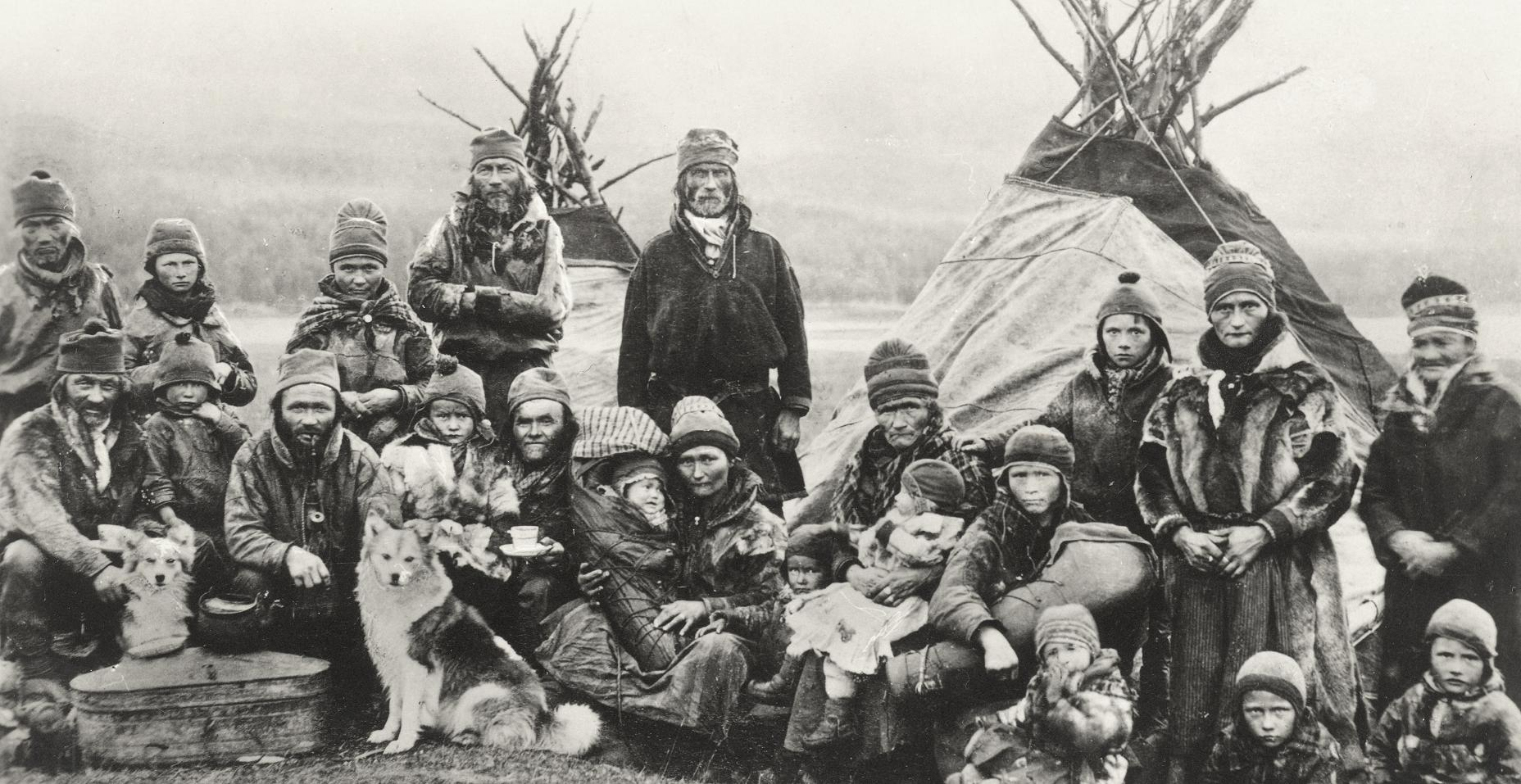
Photographie de Sami nomades prise entre 1900 et 1920.

Au XIXe siècle, la révolution industrielle a provoqué une augmentation de la demande en minéraux divers et en charbon.
- En 1886, la Suède vote une «loi sur l'élevage des rennes» qui interdit aux Samis de posséder des terres ou des droits d'utilisation de l'eau. Cette même loi définit légalement un sami comme quelqu'un dont le revenu principal est lié à l'élevage de rennes et sur des bases généalogiques[23].

En 1903, un chemin de fer est construit par la Suède pour relier Kiruna et ses mines, au port de Luleå sur la mer Baltique, et à celui de Narvik en Norvège sur la côte de la mer de Norvège.
- En 1920, un accord entre la Suède et la Norvège interdit aux éleveurs de faire traverser la frontière entre leurs pays à leurs troupeaux.

Le développement de l'énergie hydroélectrique en Suède et dans les autres pays de la péninsule fennoscandienne dans les années 1950-1960, a été surtout synonyme de davantage de concurrence pour la maîtrise foncière pour les Samis.
- La Norvège, en ratifiant la convention no 169 de l'OIT de 1989, a officiellement reconnu aux Samis, en tant que plus anciens habitants des régions nord de la Fennoscandie, le caractère de «peuple autochtone de Norvège»[24].

En Norvège, en Suède et en Finlande, des parlements samis ont été mis en place respectivement en 1989, 1993 et 1996. Ils visent à faire remonter les revendications des communautés samies auprès des gouvernements nationaux. Les membres de ces parlements sont démocratiquement élus par les Samis.

### XXIesiècle

#### Rapatriement d'objets et de restes humains en Laponie

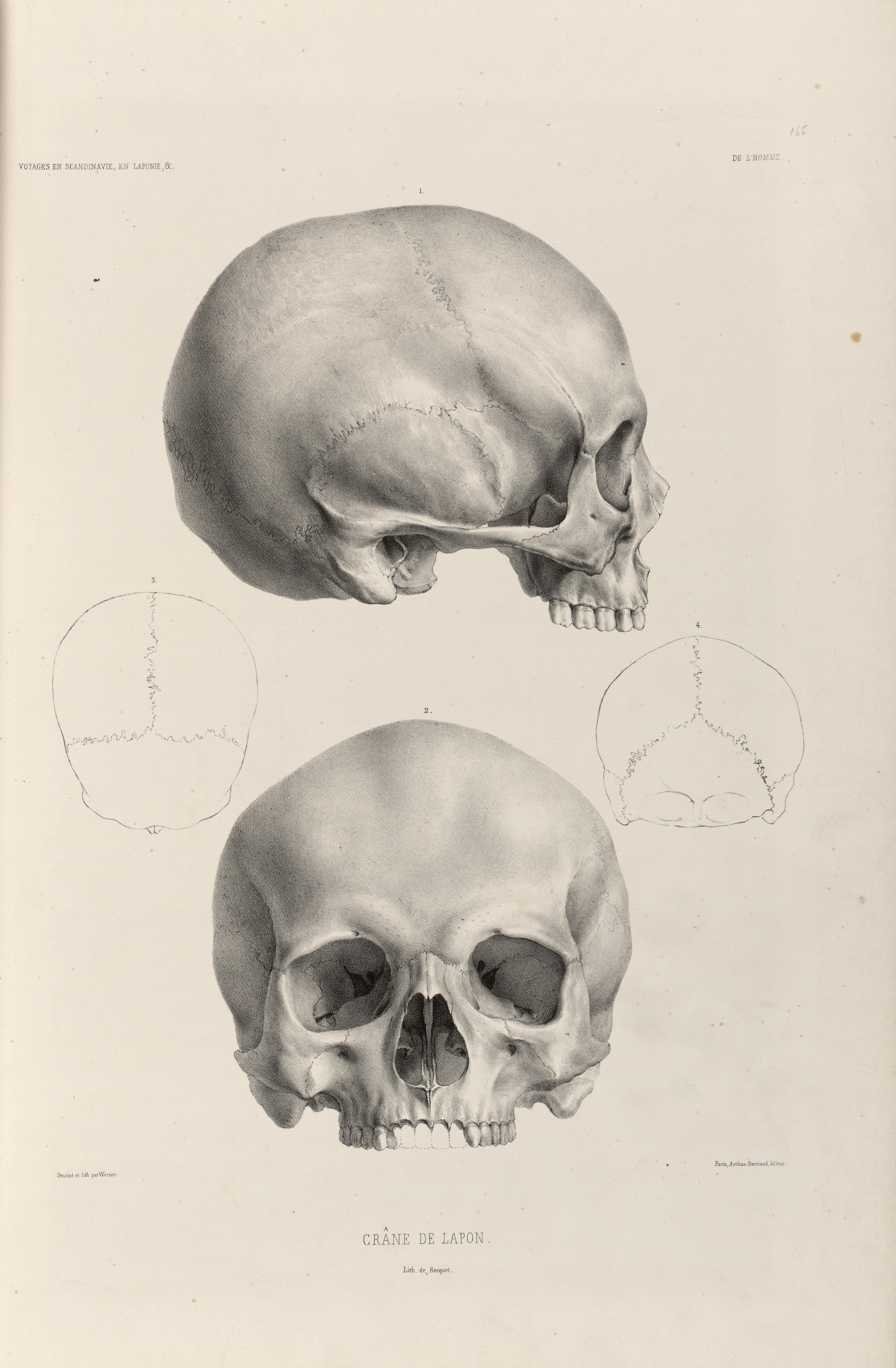
Crâne de Lapon : illustration tirée du livre Voyages de la Commission scientifique du Nord, en Scandinavie, en Laponie, au Spitzberg et aux Feröe, 1852.

Depuis la fin des années 1990, les Samis obtiennent occasionnellement le rapatriement d'objets cérémoniels ou artisanaux. Ceux-ci avaient été collectés au XIXe siècle par les Suédois pour des motifs « scientifiques », et conservés dans des musées. De même, considérés comme précieux pour la recherche en biologie raciale, de nombreux restes humains de Samis avaient été déterrés à la demande d'université. À l’époque, les membres de cette minorité étaient jugés inférieurs à « la race nordique ».
En 1997, après plusieurs refus, les crânes des deux responsables décapités d’un soulèvement sami en 1852 sont officiellement réinhumés. D’autres rapatriements de petite ampleur − deux ou trois crânes à la fois − se sont ensuite succédé. En 2019, à l'occasion de la journée internationale des peuples autochtones, 25 crânes sont réinhumés dans la commune suédoise de Lycksele.
En mai 2025, deux nouveaux crânes sont rapatriés dans le cimetière de Gammelstad, en Laponie suédoise.

### Sources relative à l'histoire des Samis
Lapponia, un ouvrage écrit par Johannes Schefferus (1621-1679) en latin, décrit la culture samie dans les temps anciens. Lapponia, traduit par la suite en français sous le titre Histoire de la Laponie, offre une description très détaillée de l'histoire du nord de la Scandinavie, du peuple same en particulier. Il fut publié en latin en 1673 à Francfort-sur-le-Main et fut rapidement suivi par une traduction en anglais, français, allemand et néerlandais. Le but était de faire taire certaines rumeurs selon lesquelles les Suédois utilisaient la magie same dans les batailles en Europe.
Un chercheur scientifique et enseignant danois, Sophus Tromholt (no), décide en 1882 de voyager en pays Same pour photographier les aurores boréales, et commence à collecter des informations dans l'actuel Finnmark. À Kautokeino, il entreprend de mémoriser sur plaque les membres des différentes familles des environs, plaques qu'il colorie. Il agrémente ses clichés de commentaires quasi ethnologiques. En 1885, il fait paraître le récit de son voyage, à Copenhague et à Boston. Ses 231 plaques et 189 photos photos sont classées au patrimoine de la mémoire en 2013 par l'UNESCO. Cet héritage était resté dans l'oubli, lorsque paraît en 2019 une somme de ses travaux et de ses écrits, Le peuple sous les aurores boréales.

## Menaces pesant sur le mode de vie des Samis
Le territoire des Samis a été intégré dans celui de plusieurs États-Nations : la Suède, la Norvège, la Finlande et la Russie. Les terres Samis sont donc soumises aux lois de ces États-Nations, ce qui permet à des entreprises d'en exploiter les ressources. En Suède, par exemple, le bois, l'énergie hydraulique et des minerais sont extraits de Laponie (dont à partir de la plus grande mine de fer d'Europe (mine de Kiruna), où il y aurait aussi un gisement important de terres rares), avec des conséquences sociosanitaires et psychosociales négatives pour les Samis. Les barrages inondent les terres et perturbent les rivières et les lacs, tandis que les mines et les plantations sylvestres font progresser la déforestation. Cette destruction de l'habitat des rennes contribue à l'amenuisement de la population des cervidés, ce qui rend la vie des Samis plus difficile. Ils doivent trouver des emplois ailleurs, par exemple dans les mines ou les scieries qui abîment leurs terres. Or, l'élevage nomade des rennes, pilier de l'économie samie, est un marqueur identitaire fort. Aujourd'hui, moins de 20% des Samis vivent directement du renne.

### Quelques améliorations
La Conférence Sámi (en) (Norvège, Suède, Finlande, puis Russie), réunie à Jokkmokk (Suède) à partir du 31 août 1953, approuve l'adoption de symboles culturels, comme le drapeau des Samis, l'hymne national Sámi (en), la journée nationale des Samis (en).
La conférence se tient depuis régulièrement tous les trois ans, puis quatre ans (2000, 2004, 2008, 2013, 2017, 2021). Le Conseil sami (en) est créé en 1956, en tant qu'organisation non gouvernementale.
En 1963, le musée en plein air de Siida (de) est inauguré à Inari afin de garantir la préservation des coutumes, traditions et modes de vie Samis.
Ensuite, dans les années 1989-1996, les Etats de la région mettent progressivement en place des institutions pour représenter les Samis : les Parlements samis.
La politique suédoise vis-à-vis des Samis est certainement la mieux documentée parmi les pays du Sapmi. Stockholm a longtemps mené et continue de mener une politique coloniale à l'égard du peuple boréal, n'hésitant pas à s'arroger ses terres et à occidentaliser de force ses enfants. Toutefois, des améliorations sont à noter depuis la fin du XXe siècle, à commencer par la reconnaissance de la langue samie comme langue officielle, geste symbolique qui est toutefois le prérequis à toute tentative d'indigénisation de l'éducation. En Norvège, la langue, la culture et le mode de vie samis sont protégés à partir de 1988. La création du drapeau sami, en 1986, atteste la reconnaissance d'un peuple uni au-delà des frontières. Le Samedigi, créé à la même période, est le parlement des Samis de Suède ; il se trouve à Kiruna. Ses prérogatives sont cependant très limitées. De même, la Norvège a institué le Sametinget en 1989.
Le 23 janvier 2020, la Cour suprême de Suède a accordé à l'un des cinquante villages samis, Girjas, les droits exclusifs de chasse et de pêche sur les 5 000 km2 de son territoire. Après une décennie de combat juridique, les habitants de Girjas sont donc désormais les seuls à pouvoir décider qui pêche et chasse, et dans quelles conditions, sur leurs terres. Cette juridiction inédite nourrit des espoirs de diffusion à travers tout le Sapmi.

## Élevage nomade des rennes

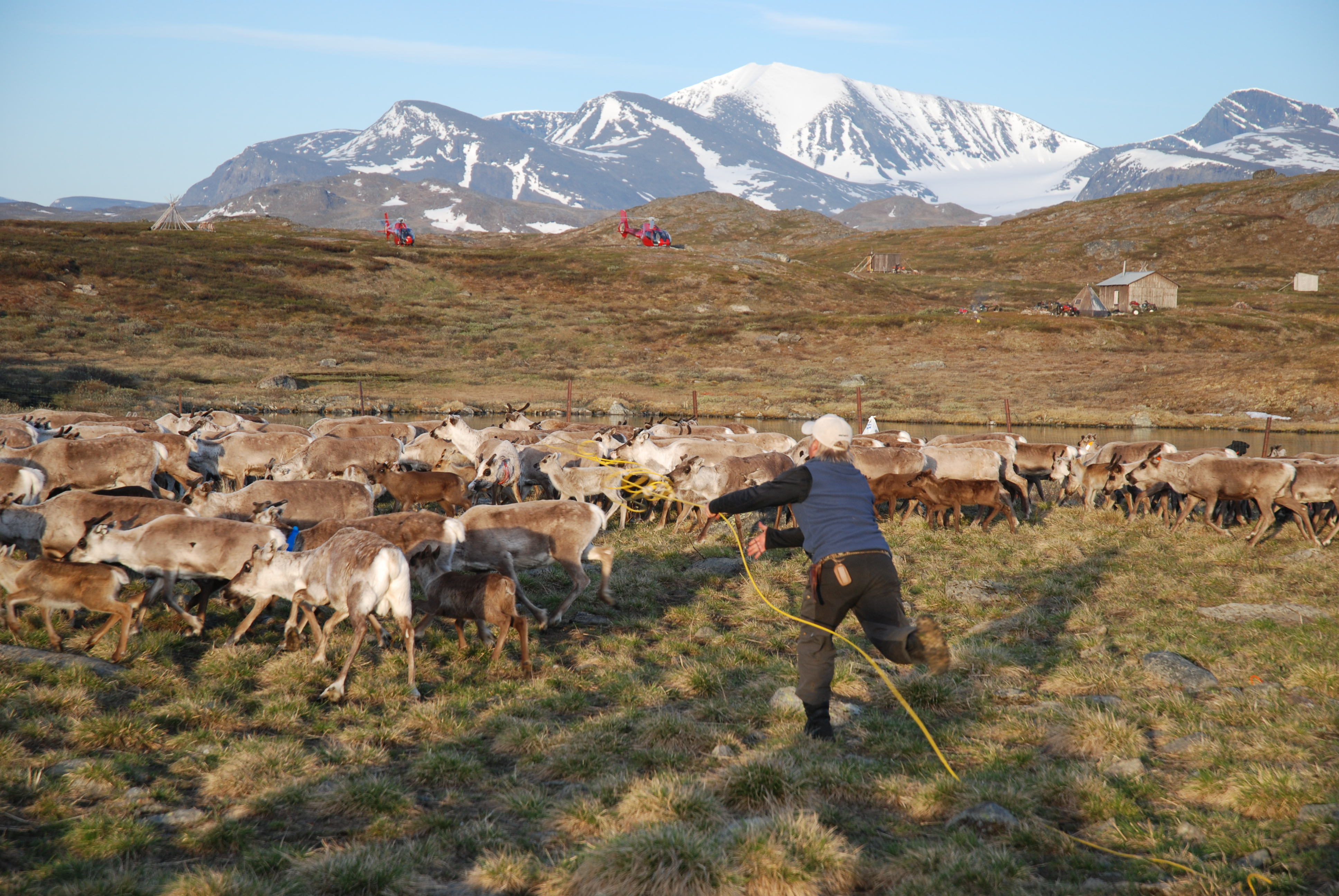
Les Samis et leurs troupeaux de rennes, dans le nord de la Suède.

De tradition nomade, les Samis étaient à l'origine un peuple qui vivait de la pêche et surtout de la chasse des rennes, alors sauvages. Ils se sont tournés vers l'élevage transhumant de rennes semi-domestiques entre les IXe et XVIIe siècles sous la pression exercée par les premières incursions des Européens sur leur territoire.
Lors de la transhumance, les éleveurs ne se contentent pas de suivre la migration naturelle des rennes: pendant la saison favorable, les rennes sont laissés en liberté dans les grands espaces sauvages de la Laponie. Entre mars et avril, les femelles gestantes quittent la plaine pour rejoindre leurs alpages dans les montagnes scandinaves. La période d'avril-mai est celle des naissances, les mères choisissent alors des prairies printanières, où la neige a fondu tôt, pour enrichir leur alimentation en feuilles et herbacées variés. En juin et juillet, les rennes grimpent plus haut dans les montagnes quand les moustiques deviennent trop abondants et les températures trop chaudes. Vers le milieu de l'été les animaux commencent à emmagasiner des réserves de graisse. La migration retour vers la plaine commence.
L'automne est l'occasion du rut pour les mâles. C'est également à ce moment que les éleveurs rassemblent leurs troupeaux. Ils parquent les bêtes dans des enclos et sélectionnent celles qui seront abattues et consommées.
Les autres rennes descendent plus au sud pour passer l'hiver dans des forêts de conifères où ils pourront se nourrir de lichens.
En 2017, les rennes d'élevage seraient environ, 280 000 en Suède, 240 000 en Norvège, 200 000 en Finlande et 60 000 dans la péninsule de Kola (Russie). Au cours d'une saison de migration les animaux peuvent traverser plusieurs fois les frontières dans un sens et dans l'autre. Les pâtures d'été se trouvent plus en Norvège et celle d'hiver correspondent aux plaines de basse altitude en Suède ou en Finlande.

### Vers la fin de la transhumance
L'élevage nomade des rennes se fait de plus en plus difficile et les éleveurs toujours moins nombreux au fil des années. Les territoires disponibles se réduisent face à l’expansion du secteur minier, des barrages hydroélectriques, de la sylviculture, des villes et des routes et des aires protégées. Le réchauffement climatique rend l'accès à la nourriture plus difficile en fin d'hiver pour les troupeaux, la neige qui fond prématurément peut regeler quand la nuit tombe et la glace empêche les rennes de brouter les lichens, il multiplie les risques de maladies.
Au XXIe siècle, les éleveurs professionnels suivent majoritairement leurs troupeaux en motoneige. Certains utilisent le GPS pour pister les déplacements des animaux.

## Organisation sociale

### Mariage
Le mariage joue un rôle important dans la société sami, en particulier parce que les personnes mariées bénéficient de privilèges sociaux, tels que le droit d'exploitation de certains pâturages ou le bénéfice de la solidarité entre éleveurs.
La phase de cour, appelée irgástallan, se fait à l'initiative des garçons, qui offrent des bijoux (anneaux d'or, broches d'argent ou d'or) aux jeunes filles qu'ils convoitent. Chaque garçon peut courtiser plusieurs filles, et chaque fille peut être courtisée par plusieurs garçons, mais elle doit rendre les cadeaux aux courtisans refusés une fois son choix effectué. Une autre manière de courtiser consiste pour les garçons à voler les moufles de la jeune fille qu'ils convoitent, celle-ci ayant la possibilité de rendre la tâche plus ou moins ardue. Si les contacts étaient limités (paiement des tributs, foires et marchés), ils sont maintenant plus nombreux (scolarité obligatoire, écoles mixtes, cafés, bals, travail collectif du renne). Malgré cela, le mariage reste particulièrement endogamique sur le plan social. Cela est nuancé car, pour des familles déjà riches de rennes et de pâturages, il peut être plus intéressant d'avoir un gendre habile à l'élevage, mais pauvre, que riche mais moins adroit.
Lors des fiançailles, des rennes de trait sont régulièrement échangés; il s'agit d'une préparation à la mise en commun des troupeaux, mais aussi une forme de publicité du mariage, puisque les communautés samis savent reconnaître à qui appartient tel ou tel renne.
Les mariages entre cousins au premier et second degré sont communs, mais leur fréquence dépend de nombreuses autres considérations, telles que la richesse relative des partis, l'isolement de la communauté ou son taux d'endogamie: une famille déjà particulièrement endogame aura tendance à favoriser l'exogamie. Les mariages avec les sociétés non-samis de Fennoscandie sont rares, si ce n'est avec les Finnois, car certains d'entre eux élèvent aussi le renne.
La cérémonie proprement dite a lieu généralement en hiver, quand les troupeaux demandent le moins de soin et que les communications sont les plus aisées. Le fiancé et ses accompagnateurs, habillés de leurs plus belles tenues et accompagnés de leurs plus beaux rennes, se rendent à la maison de la jeune fille chargés d'alcool. Il arrête son traîneau le plus proche possible de l'habitation de la jeune fille, après en avoir fait trois fois le tour, dans le sens du soleil. Les familles négocient les aspects pratiques du mariage, puis le jeune homme va rejoindre la jeune fille; les époux se saluent par un baiser et une friction des nez.
Le mariage se fait généralement après la naissance d'un ou plusieurs enfants, ceux-ci étant la preuve de la fertilité de la future épouse. En 1950, un quart des enfants naissent hors-mariage.

### Enfants

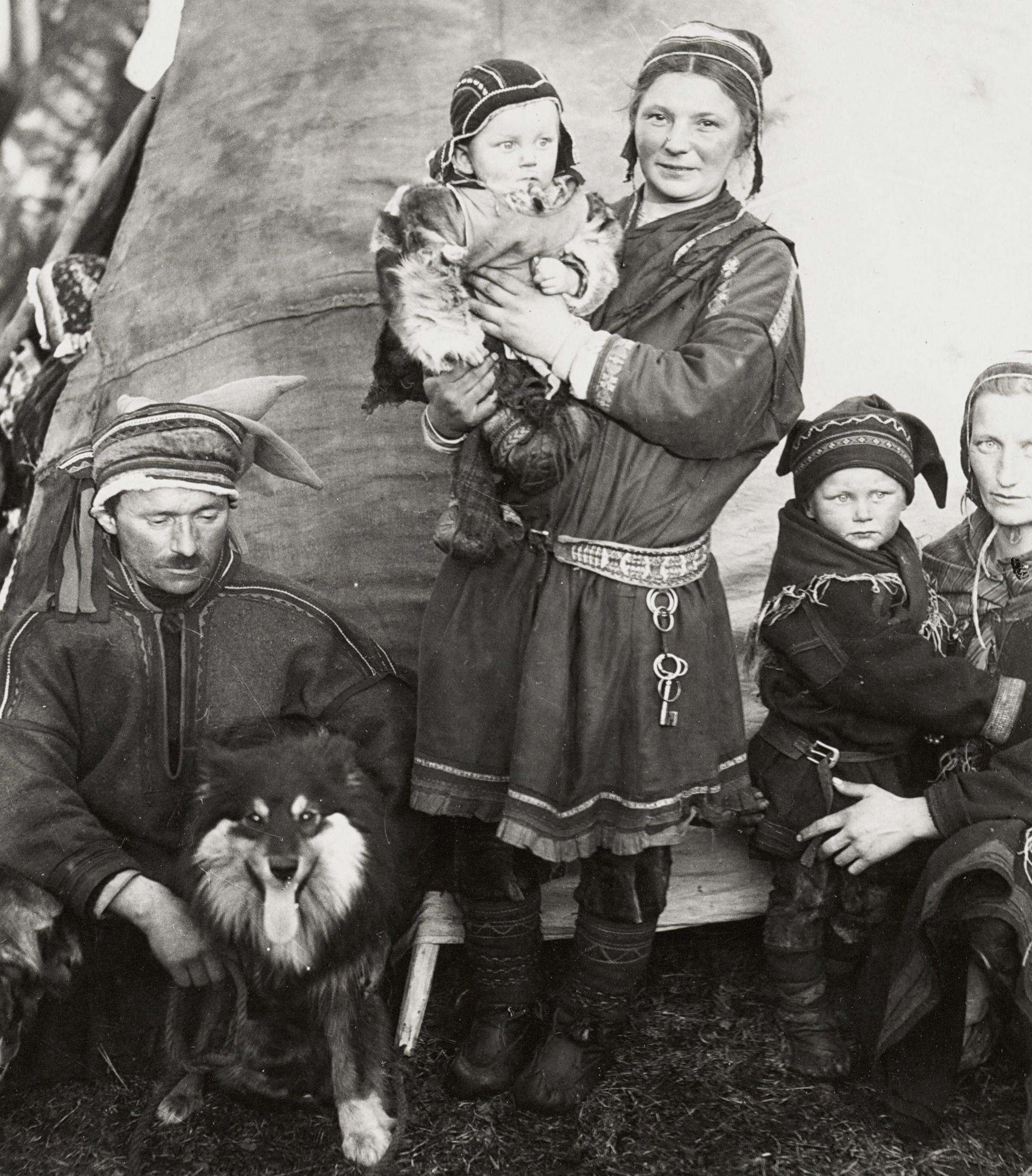
Famille sami en Finlande (1936).

Le nombre d'enfants idéal dans l'esprit sami est d'environ quatre ou cinq enfants par couple. Davantage serait épuisant pour la mère et trop désavantageux pour le partage de l'héritage. Moins serait néfaste pour les enfants eux-mêmes, qui, en cas de mort des parents, se retrouveraient sans soutien: « Un enfant unique, c'est comme l'arbre isolé, seul contre le vent, il n'a pas l'appui de la forêt ».
Les garçons aident aux tâches d'élevage et les filles aux tâches domestiques. Si les filles sont estimées capables d'élever les rennes, elles sont perçues comme trop sensibles pour le faire suffisamment bien. De plus, les garçons restent généralement dans la sii'dâ de leur naissance, et les filles partent dans leur belle-famille avec leurs rennes, avec préférence des Samis pour ceux-ci.

## Culture

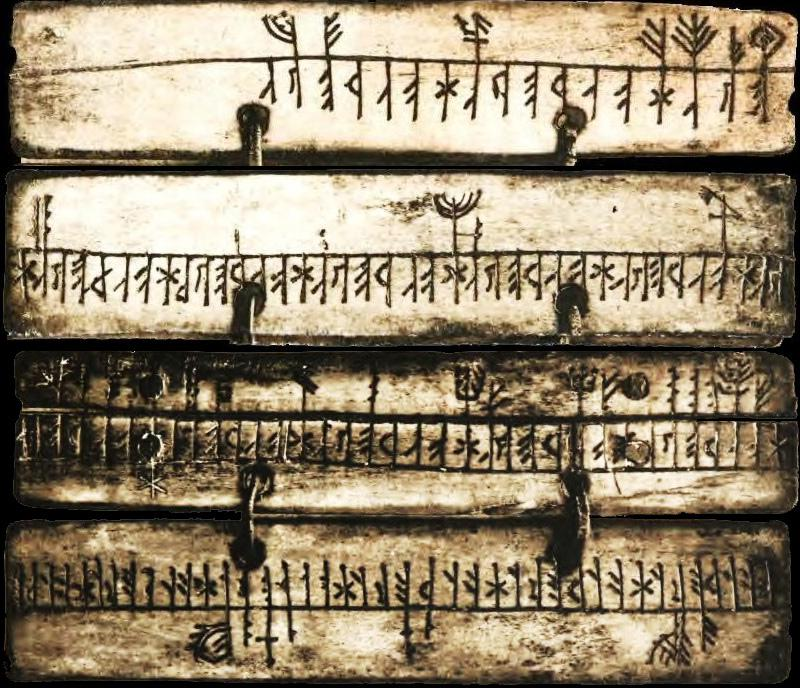
Calendrier runique sami

### Religion
La religion traditionnelle same partage des éléments avec les autres religions des régions polaires, comme le culte des ours, les sacrifices, le chamanisme, etc. 
Les hommes et les femmes ont leurs dieux propres. 
Cette religion traditionnelle polythéiste a été majoritaire jusqu'à l'époque médiévale (à partir du XIe siècle), où le christianisme s'est imposé pour devenir la religion majoritairement pratiquée vers la fin du XVIIIe siècle. 
Les animaux «blancs» y jouaient un rôle particulièrement important. 
Le noaidi (chamane) possède une forte influence sur le sijdda (la communauté qui forme alors un village en hiver), en tant que conseiller, médecin et personnage religieux. Comme chez les autres populations circumpolaires, le chamane est un intermédiaire entre le monde des humains et le monde surnaturel. Au cours de la transe extatique, le ou la chamane entre en communication avec le monde spirituel peuplé de dieux et de créatures, qu'il interroge en vue d'obtenir une information ou la satisfaction d'une requête.
L’ancienne religion des Samis n’est plus pratiquée depuis longtemps. Les premiers missionnaires chrétiens entrent en contact avec les Samis dès le XIIIe siècle, s’attachant à éradiquer les croyances traditionnelles, ce qui fut pratiquement achevé au début du XVIIIe siècle. Le luthéranisme puritain prôné par Lars Levi Læstadius (1800–1861) à partir de 1840 en aurait extirpé les derniers éléments.

### Langues

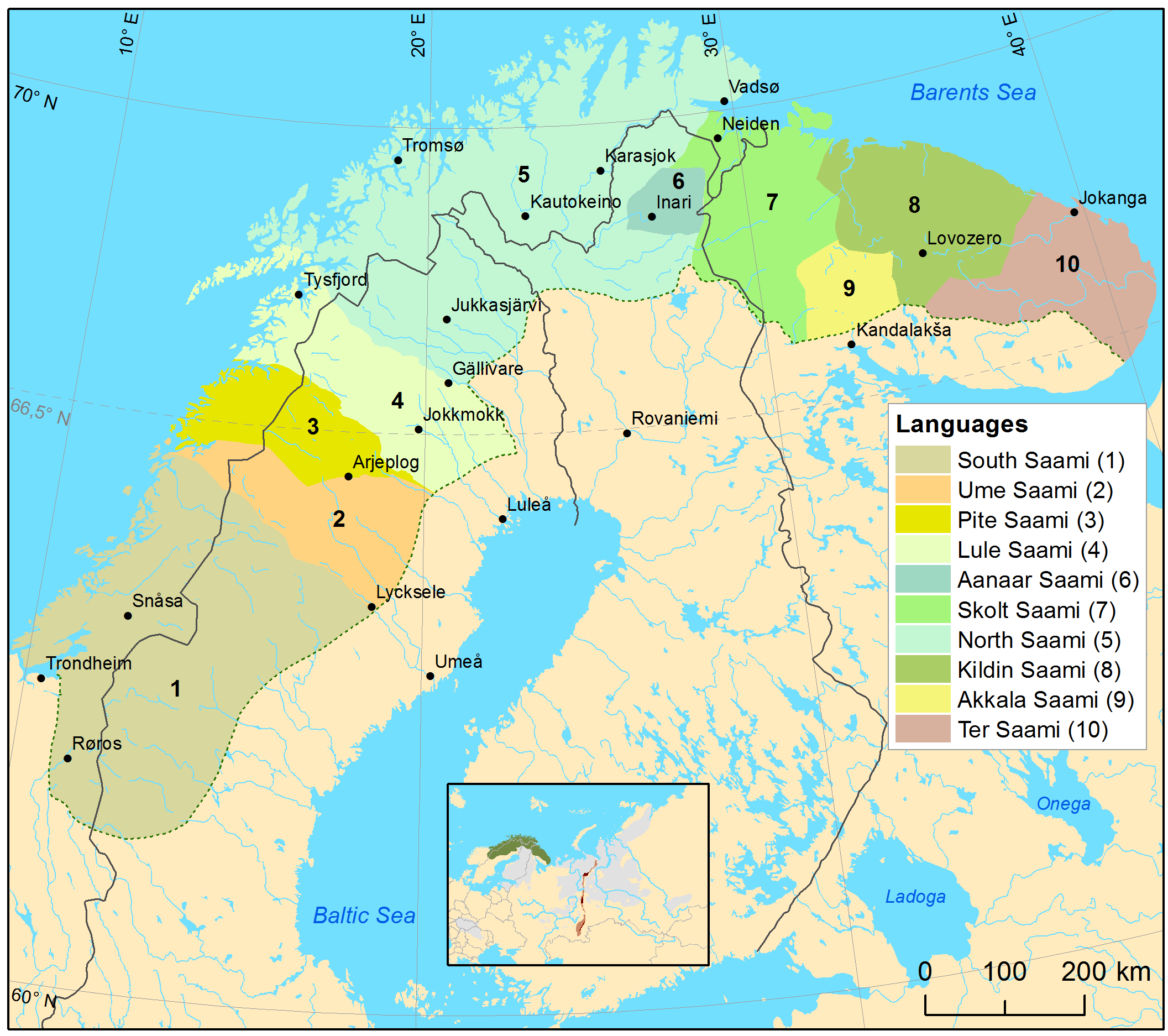
Répartition des langues sames

Le same fait partie des langues finno-ougriennes, dans une branche différente des langues fenniques dont fait partie le finnois. Cependant, en raison du contact prolongé avec les Scandinaves, il y a désormais un nombre important de mots germaniques en same.
Le same est divisé en neuf dialectes, dont certains ont leur propre norme écrite, mais si différents les uns des autres que les Sames du sud ne peuvent comprendre les Sames du Nord. La plupart des dialectes sont parlés dans plusieurs pays: les frontières linguistiques ne correspondant pas nécessairement aux frontières politiques.
En 2016, 40 à 45% seulement des Samis auto-identifiés parlaient le same. En effet, la colonisation du territoire sami par les Suédois, les Russes, les Finlandais et les Norvégiens s'est accompagné d'une diffusion des langues de ces pays, à travers l'administration et l'école notamment. Depuis une trentaine d'années, certains efforts ont été faits pour préserver et valoriser les langues samies.

### Littérature
Pendant des siècles, les récits samis se sont transmis exclusivement par voie orale. La littérature samie (sv) se développe à partir du XVIIe siècle, mais jusqu'à la fin du XIXe siècle, on ne peut vraiment trouver que des ouvrages religieux, des dictionnaires et des grammaires. Le petit catéchisme luthérien traduit par le missionnaire Morten Lund est publié en 1728. 
L'histoire de la littérature écrite ne commence vraiment qu'en 1910 lorsque le Same Johan Turi (1854-1936) publie Muittalus sámiid birra, un récit dans lequel il fait la description de la vie de son peuple. Il évoque en particulier le quotidien des éleveurs de rennes et les légendes populaires sames. Le premier roman en same est de Anders Larsen (en) (1870-1949) : son livre Bæivve-Algo (1912, L'Aube) raconte l'histoire d'un jeune garçon pris entre deux cultures: son peuple sami et la société norvégienne.
Ce même thème est repris par le conteur et romancier suédois d'origine same Andreas Labba (1907-1970) qui dans son premier roman Anta, (1969, écrit en sâme de Luleå) décrit avec beaucoup de poésie la vie d'une communauté same encore peu soumise à l'acculturation occidentale. Son deuxième roman Anta et Marie (1971, rédigé en suédois), révèle, non sans amertume, la transformation de la société same par l'arrivée du «progrès»: la nouvelle voie ferrée et ses trains tueurs de rennes, les grands barrages hydroélectriques qui noient les pâturages, et l'arrivée des premières motoneiges qui transforme le nomadisme ancestral.
À partir des années 1970, la production littéraire se diversifie et prend son essor. Parmi les auteurs contemporains, on peut citer: Nils Viktor Aslaksen, Rauni Magga Lukkari, John Gustavsen, Ailo Gaup, Paulus Utsi (sv), Erik-Nilsson-Mankok, Per Idivuoma, Ann-Helén Laestadius (1971-) et Annok Sarri-Nordrå.
Depuis 1994, un Prix littéraire du Conseil Sami (de) est décerné aux auteurs de langue samie.

### Musique
Dans la musique sami (en), une des traditions sames particulièrement intéressantes est le chant joik (prononcé yoïk). Les joiks se chantent traditionnellement a cappella, généralement lentement et du fond de la gorge, en faisant transparaître de la colère ou de la douleur.
Chaque Sami a son propre joik, qui lui sert de portrait musical. De même, les Samis attribue un joik aux espèces animales et aux entités naturelles (les montagnes, les lacs, etc.). Le joik ne parle pas de quelqu'un ou de quelque chose, il incarne ce dont il est question. Il peut être utilisé pour faire voyager l'auditoire par la pensée ou pour transmettre le caractère d'un animal. C'est à travers le joik que les enfants samis apprennent à se méfier du loup affamé.
Les missionnaires les ont qualifiés de «chansons du diable». De nos jours, les joiks sont fréquemment accompagnés par des instruments.

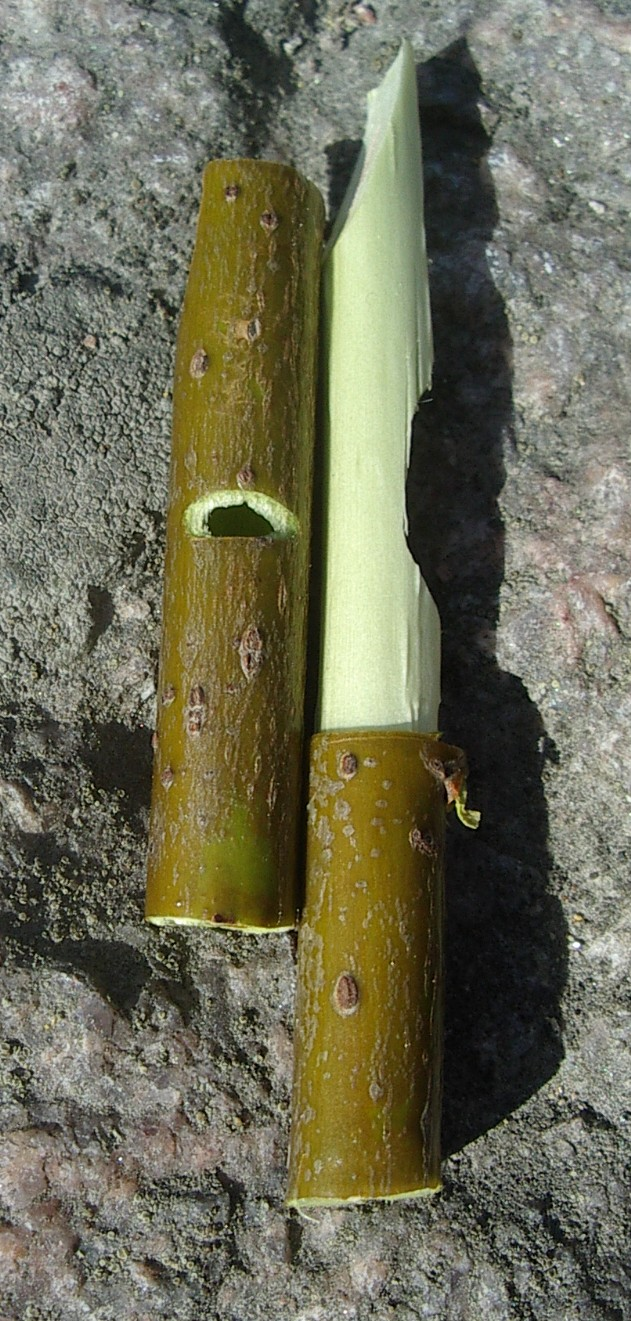
Flûte de saule
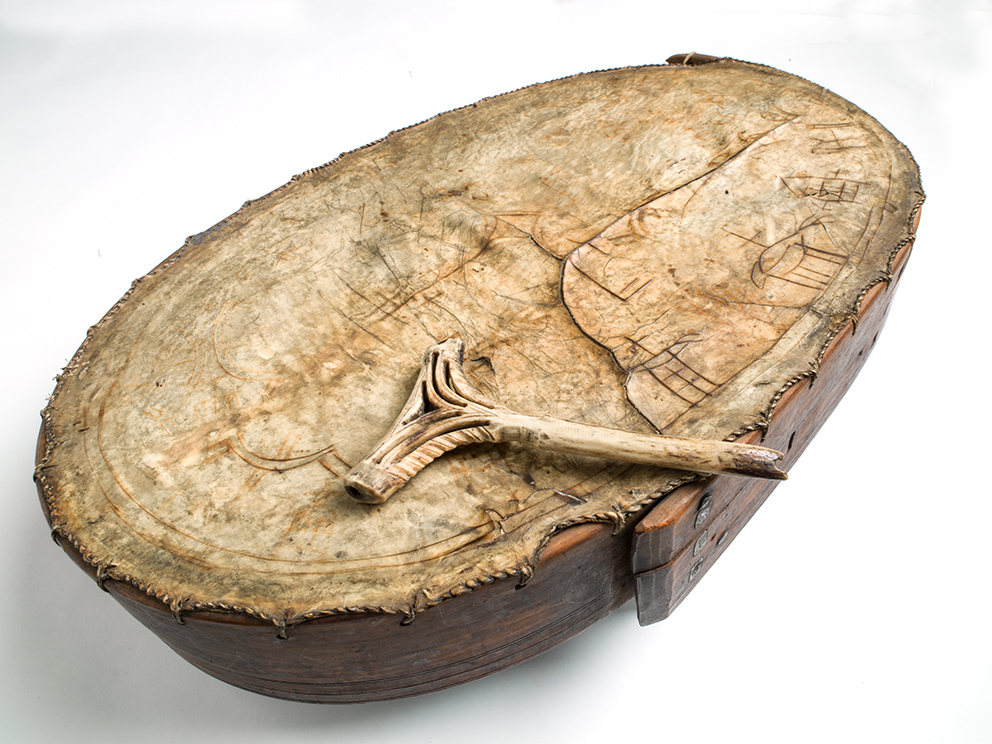
Tambour sami
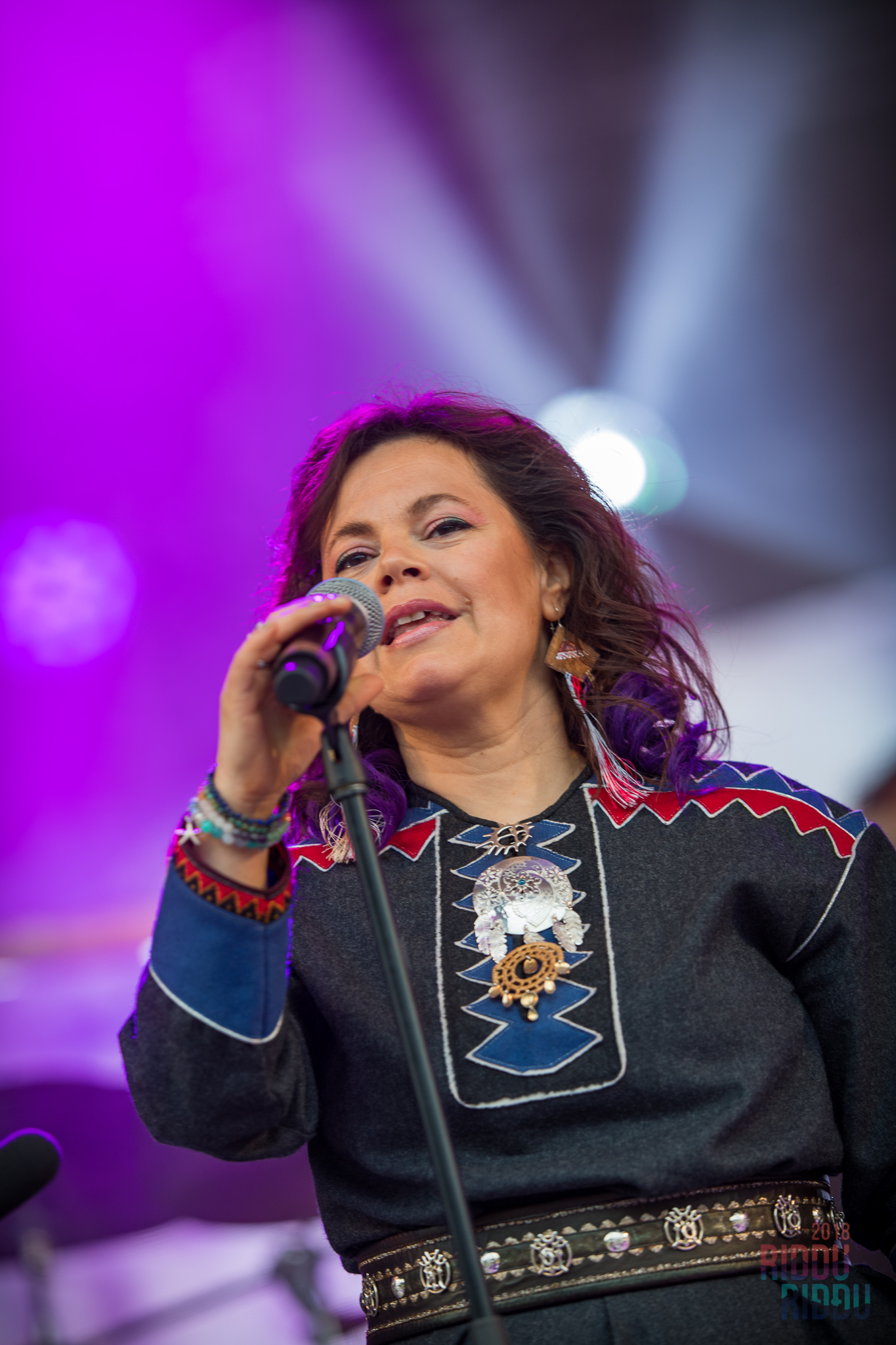
Ulla Pirttijärvi-Länsman à un festival Riddu Riđđu
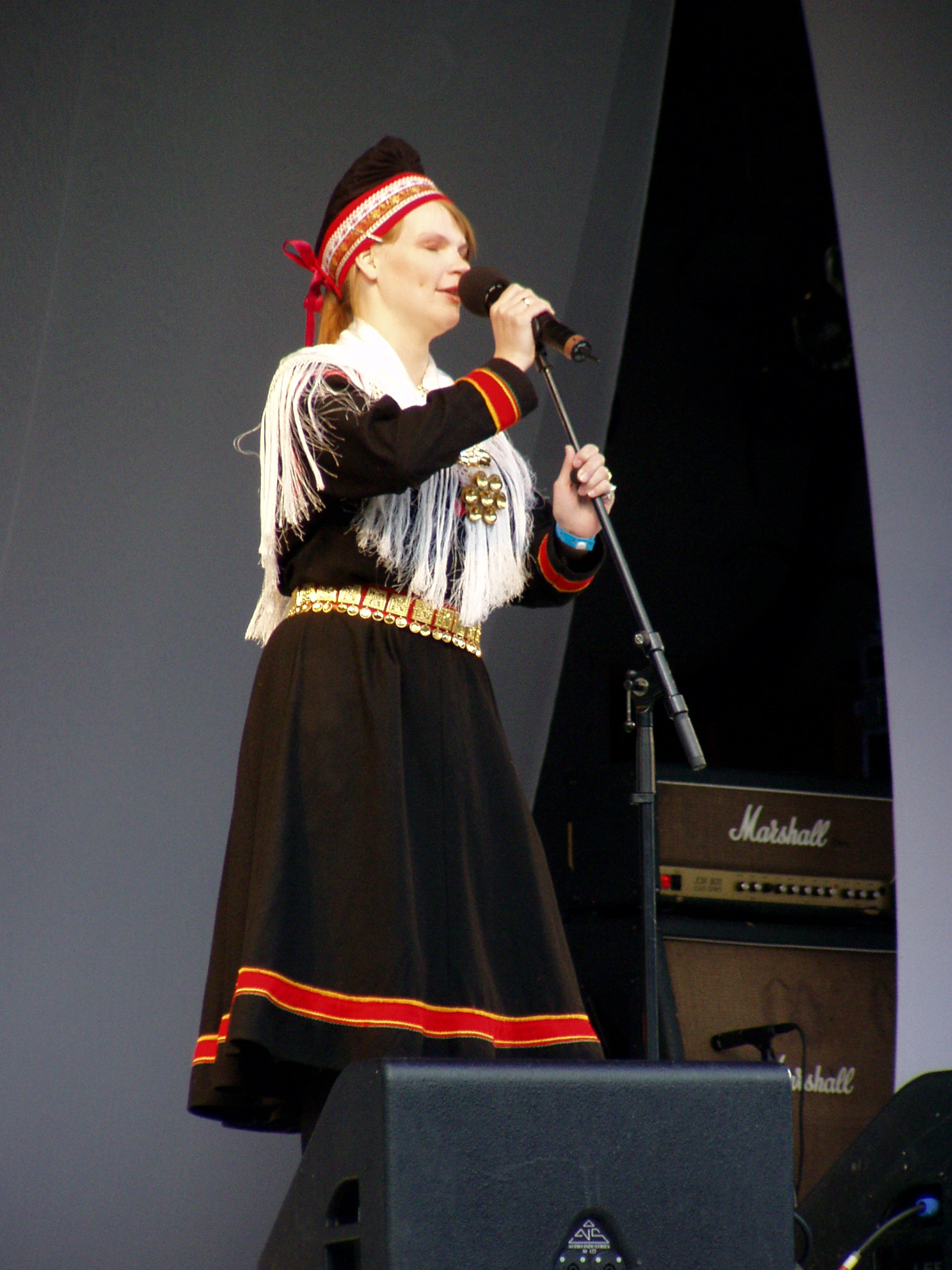
Sara Marielle Gaup à un festival Riddu Riđđu
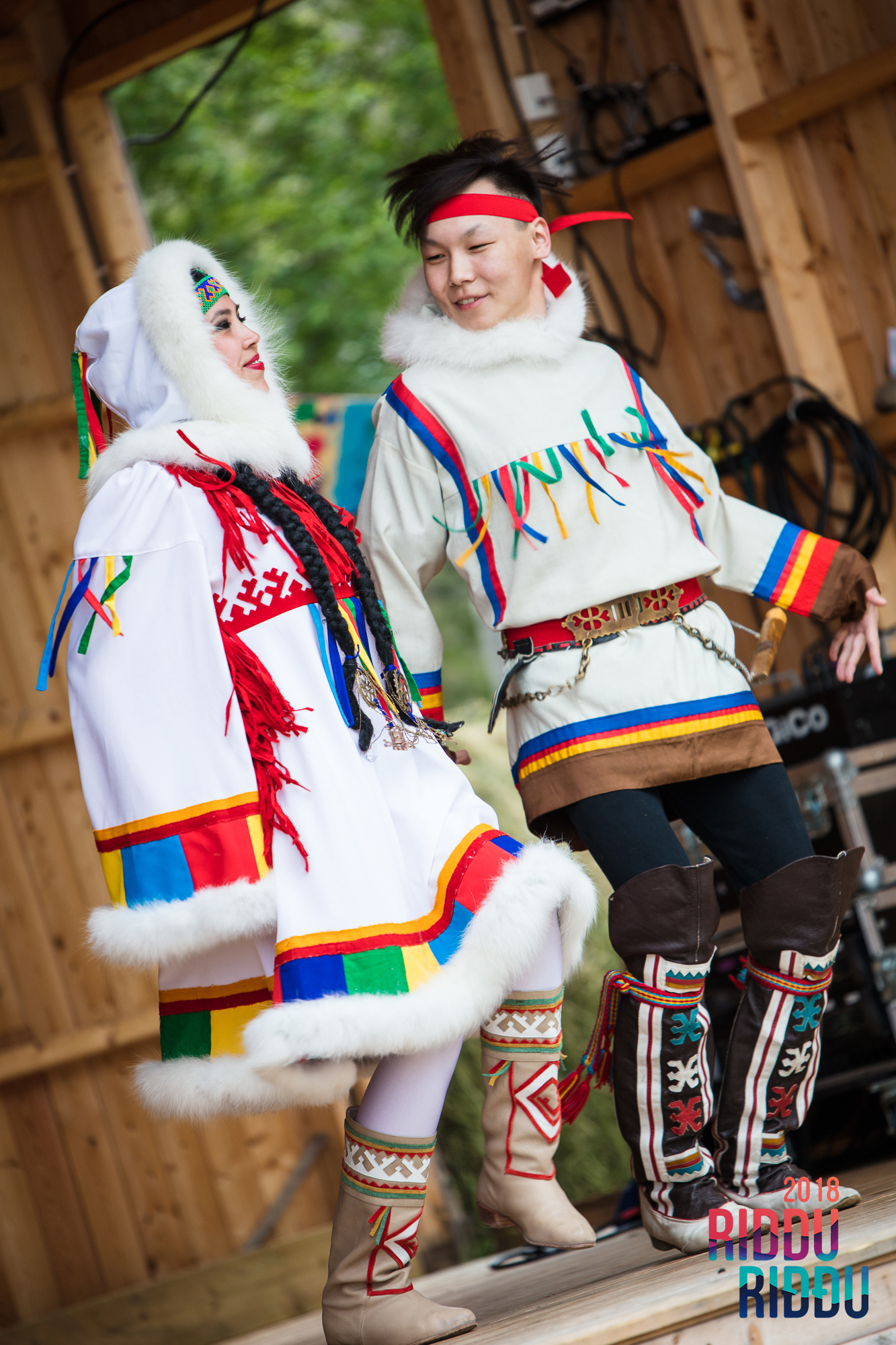
Riddu Riđđu 2018

### Apparence
Le kolt est un costume traditionnel de la culture samie, composé d'une seule pièce de tissu à dominante rouge et bleue (ces couleurs ont la part belle sur le drapeau sami). Il est porté aussi bien par les hommes que par les femmes, quoique le col et le buste diffère selon le sexe. D'autres éléments sont caractéristiques de l'apparence des sames tels que le beaska (en), le luhkka (en) et les coiffes sames (de).

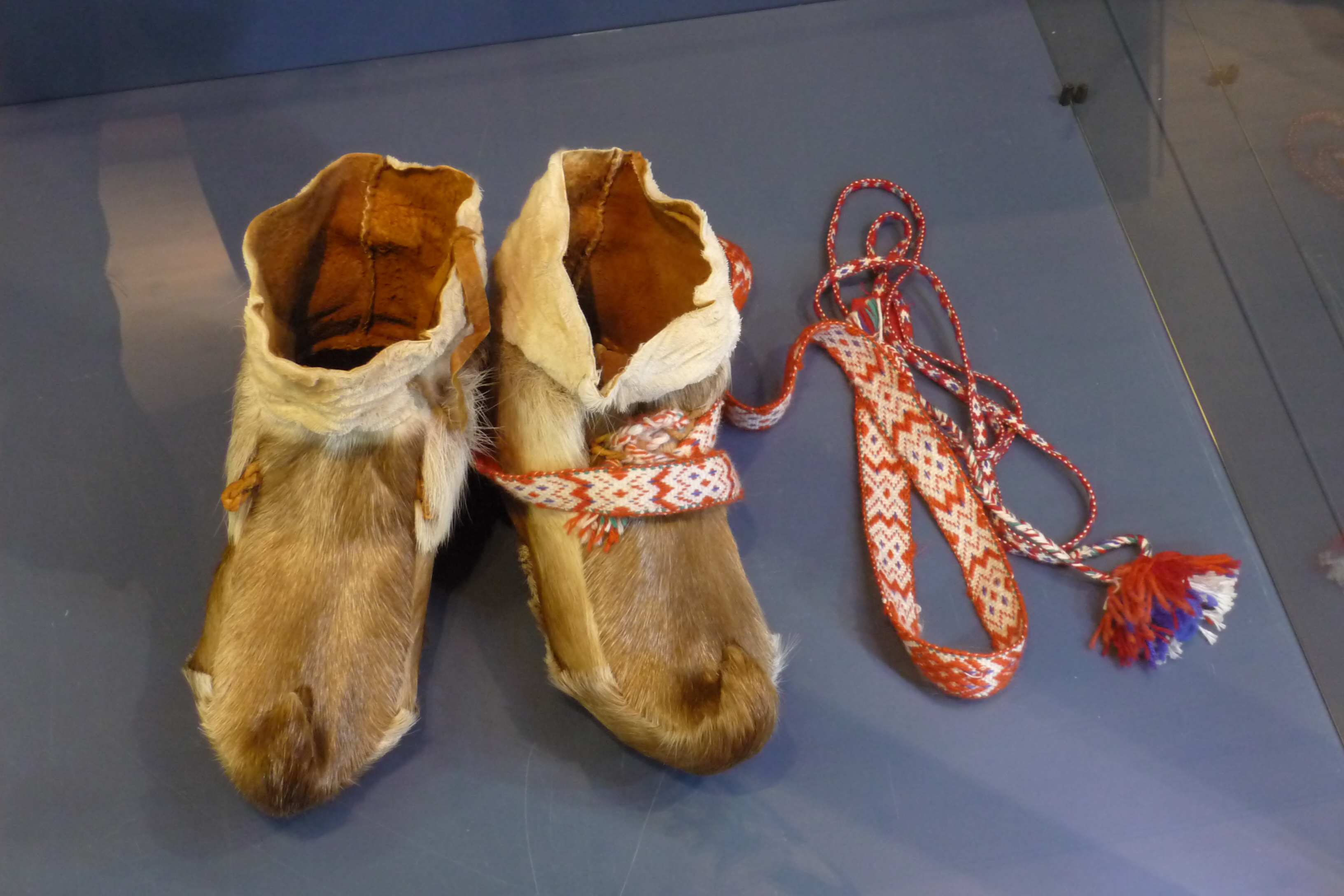
Nutukas (en)
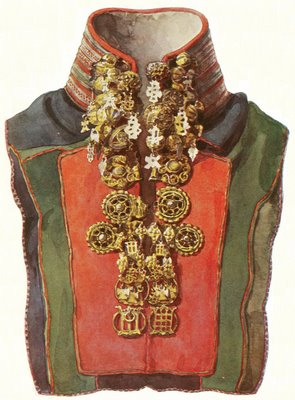
Gákti (en)
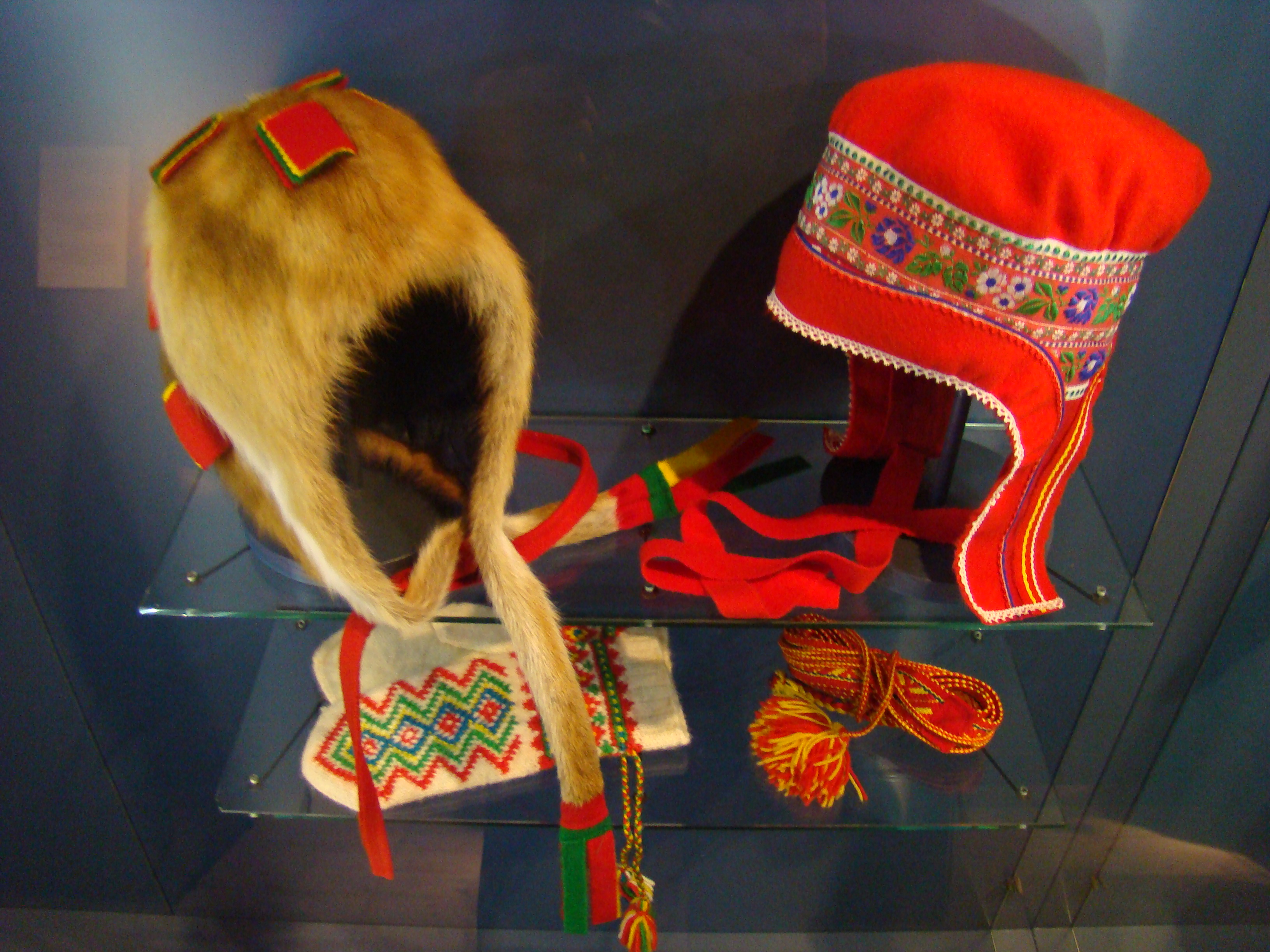
Diverses coiffures
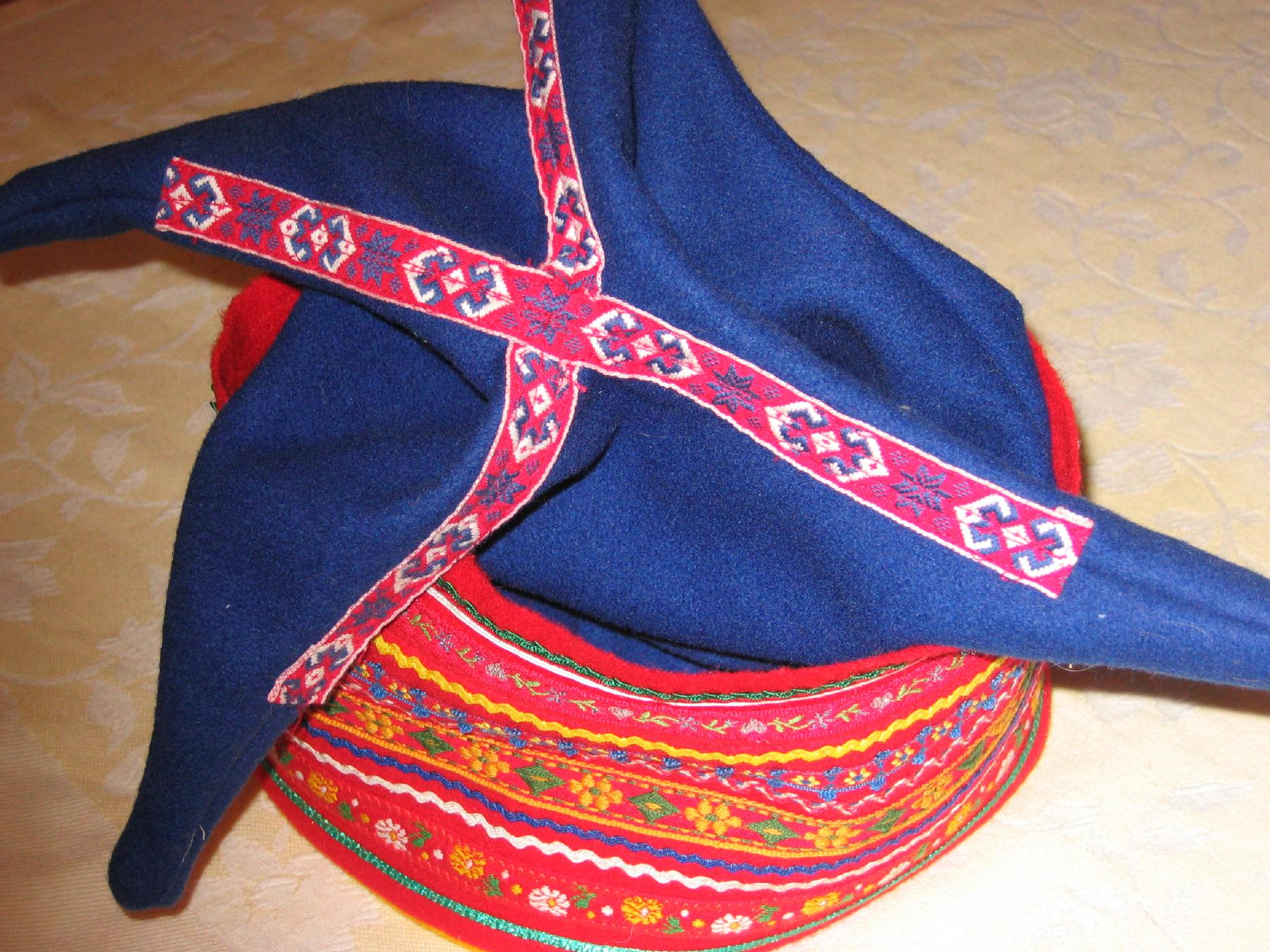
Chapeau Quatre Vents (en)
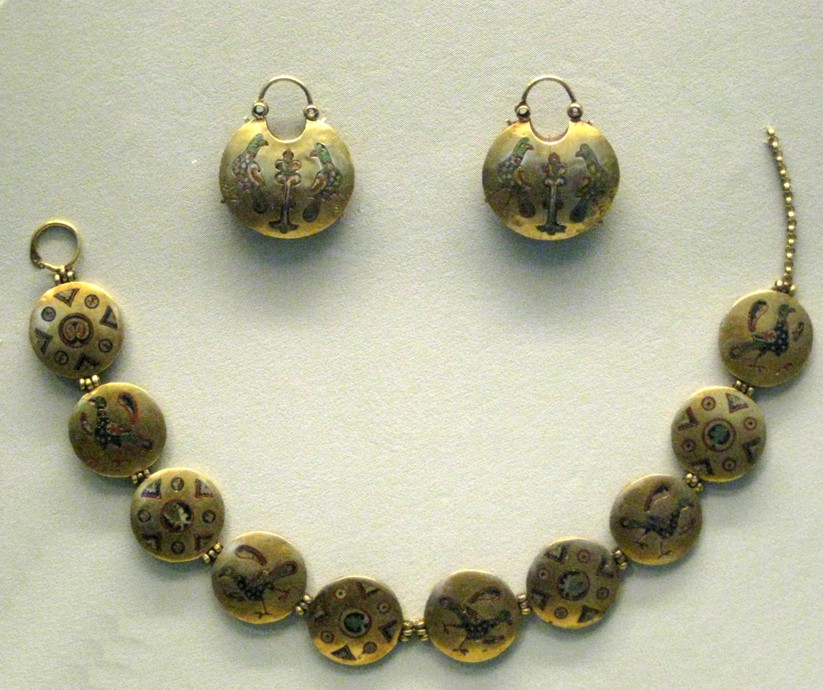
Kolt

### Artisanat
Les Samis utilisent principalement les matériaux puisés dans le renne, à commencer par ses os et son cuir, pour confectionner vêtements, ustensiles et campements. Le Musée Nordique de Stockholm, à travers ses collections, donne un aperçu du Duodji, nom autochtone de l'artisanat. Les Samis considèrent qu'un objet ne doit pas être décoratif, il doit remplir une fonction bien précise.

### Cuisine

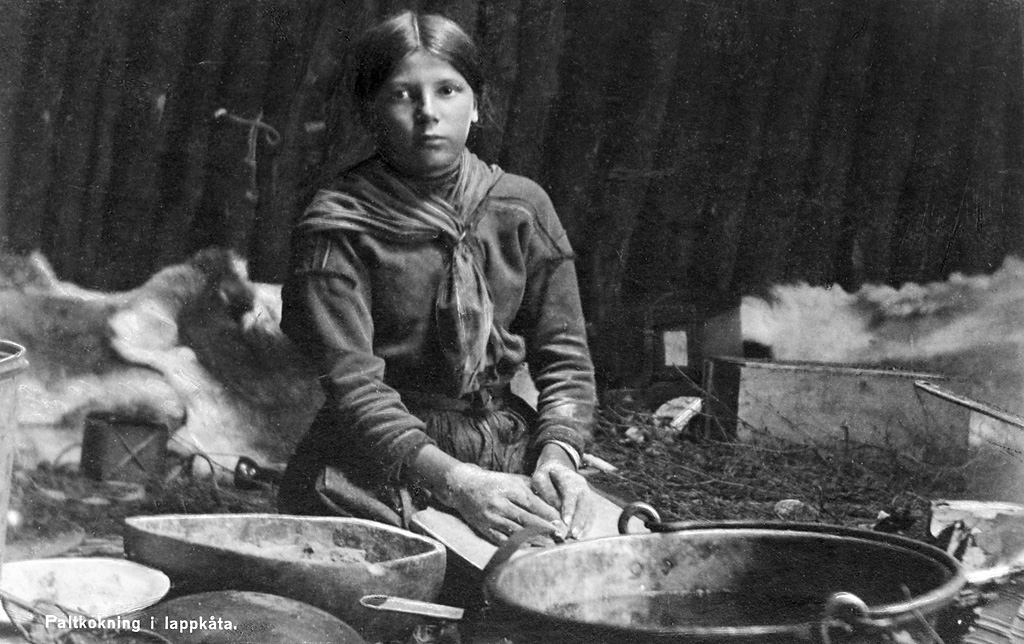
Jeune fille samie fabriquant un palt, plat à base de pommes de terre, en 1944.

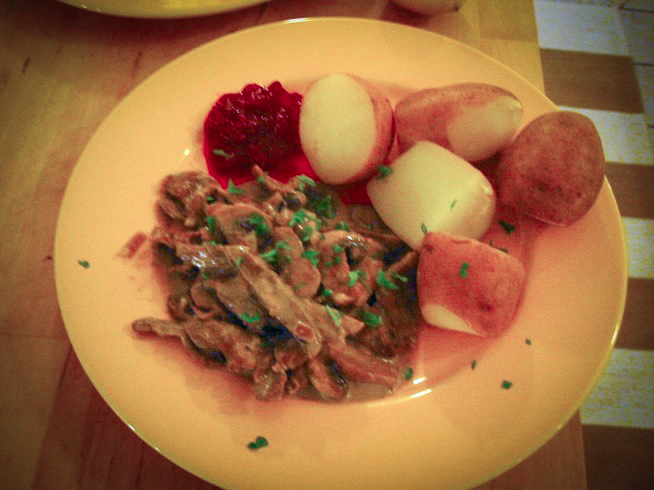
Renne sauté, 2010.

La viande principalement consommée est le renne. Tradition nomade oblige, aucune partie de la bête n'est laissée de côté. Il est consommé en viande bouillie ou grillée, en viande salée et séchée ou fumée et en saucisson. Le produit de la chasse comme l'élan, le lagopède alpin et surtout le lagopède des saules, fait également partie de la base de l'alimentation. Les viandes sont accompagnées de sauces — aux airelles, par exemple — car celle-ci sont facilement conservables.
La pêche apporte saumon, hareng, sandre, perche ou lavaret, qui sont souvent séchés, ainsi que des moules.
L'origine d'un pain same sans céréale est attestée par la tradition orale. Ce pain, très sain et connu au-delà de la Laponie, est désigné sous le nom de «steinalderbrød», littéralement pain de l'âge de pierre. Il est composé de graines de toutes sortes qui peuvent aisément changer, selon l’approvisionnement relativement peu varié, mais presque toujours du lin, du tournesol, des noix, amandes, noisettes, graines de citrouille et autres ingrédients réputés antioxydants. Enfin, son goût est principalement dû à sa composition, donc très variable.
On fabrique aussi des tartes, et les traditionnelles tisanes, jus de fruits concurrencés également par le café. L'utilisation de farine d'écorce de bouleau et de pin pour la fabrication du pain d'écorce.
En résumé, c'est une cuisine de pays froid, riche en variétés comme en goûts, avec quelques spécialités dont le lapkkok (à base de foie et de moelle) et un pain levé au cumin, nommé renklämma, enroulé en cône autour d'une fine tranche de renne.
À New York, jusqu'au début de la Seconde Guerre mondiale, une partie de la 8e avenue, connue sous le nom de Little Norway, était surnommée Lapskaus boulevard: on y consommait la soupe traditionnelle same, un pot-au-feu simple, peu onéreux et fortement reconstituant, lapskaus, «lapsk» signifiant lapon en vieux norrois, un adjectif repris en suédois et en norvégien.

### Plantes médicinales
Les plantes locales sont utilisées dans la pharmacopée traditionnelle:
- la jacinthe des bois (gelée),
- la renoncule des glaciers  (fleur séchée pour une tisane),
- le lichen d'Islande (dans le pain, en soupe, en tisane, après l'avoir séchée et bouillie après une nourriture grasse, fièvre et pour se gargariser contre le mal de gorge),
- les feuilles de bouleau nain dans de l'huile et de l'alcool  contre le mal d'estomac, particulièrement bon pour les enfants en bas âge, favorise la flore intestinale et tisane).

Dans le passé, la graisse de rennes était utilisée contre le mal d'estomac. On y trouve une certaine logique si ce mal était lié à la sous-nutrition.

## Dans la fiction
- Les romans policiers d'Olivier Truc (journaliste français installé en Suède), publiés en France et qui ont pour contexte des enquêtes menées par la "police des rennes"[52],[53] dans le nord de la Scandinavie permettent d'approcher la culture Same qui est sous-jacente aux enquêtes (ainsi que d'autres problématique de la région: propriété des terres, exploitation pétrolière et gazière, mines).
- Si le peuple autochtone dans les films d'animation La Reine des neiges (2013) et 2 (2019) s'appelle Northuldra, des éléments de la culture same sont clairement reconnaissables dans le film inspiré du conte danois de Hans Christian Andersen, comme le joik, le chant traditionnel sami. Cette inspiration est clairement assumée dans le deuxième opus, pour lequel un verddet – «groupe» – composé de six spécialistes de la culture sami – trois Norvégiennes, deux Finlandais, une Suédoise –, a été constitué pour conseiller les équipes de Disney[54].
- Harry Hole, personnage de polar créé par le norvégien Jo Nesbo, a une mère d'origine samie.
- La série Jour polaire de Canal+ et SVT1 se déroule à Kiruna, commune suédoise avec une forte population samie.
- Roger Frison-Roche, dans son roman "Le rapt", narre la vie d'un clan sami, une histoire de vendetta et de vol de rennes. Les tensions entre la civilisation norvégienne et la vieille culture samie.
- Sami, une jeunesse en Laponie, film d'Amanda Kernell (2016).
- Klaus (2019) est le premier long métrage d'animation original à être diffusé sur Netflix. Il conte l'histoire de la légende du père Noël avec l'intervention de personnages samis.
- Le roman Stöld (2020) d'Ann-Helén Laestadius (1971-) se passe dans la communauté Sami.
- Le film Stöld  (2024) sur Netflix adapté du roman éponyme.
- Le roman La femme grenouille (Halla Helle, 2021) de Niillas Holmberg (1990-) est décrit par l'éditeur comme "une magnifique déclaration d’amour au territoire et à la culture sames, ainsi qu’une passionnante réflexion sur les paradoxes de nos sociétés démocratiques modernes" (traduit en français par Sébastien Cagnoli, éd. du Seuil, 2024).
- La série Saving the Fucking Planet  (Vi lover et Helvete, 2023) sur Arte aborde la complexité d'une relation amoureuse entre Elin (Aili K. Eira), une jeune samie qui veut empêcher la réouverture d'une mine de cuivre sur les terres des Samis, et Daniel (Sigurd Kornelius Lakseide), un norvégien qui souhaite y travailler.

#### Droit international
- Ethnocide, Génocide culturel, Assimilation culturelle
- Génocide de peuples autochtones
- Droit des peuples autochtones (Déclaration des droits des peuples autochtones)
- Coutume, Savoirs traditionnels
- Terra nullius, Doctrine de la découverte, Colonisation, Décolonisation, Néocolonialisme, Droit des peuples à disposer d'eux-mêmes

#### Études théoriques
- Études postcoloniales
- Études décoloniales
- Guerres de l'histoire